# Tha Blue Carpet Treatment
Albums de Snoop Dogg
R&G (Rhythm & Gangsta): The Masterpiece
(2004) Ego Trippin'
(2008)
Singles
1. Vato
Sortie : 15 août 2006
2. I Wanna Love You
Sortie : 14 septembre 2006
3. That's That Shit
Sortie : 10 octobre 2006
4. Candy (Drippin' Like Water)
Sortie : 12 décembre 2006
5. Boss' Life
Sortie : 10 avril 2007

Tha Blue Carpet Treatment est le huitième album studio de Snoop Dogg, sorti le 20 novembre 2006.
Cet opus marque les retrouvailles avec son mentor Dr. Dre, pour la première fois depuis The Wash en 2001. L'album se vend à 264 000 exemplaires la première semaine.
Snoop Dogg a passé plus de six mois à la réalisation de cet album, enregistrant plus de 200 chansons avant de choisir une liste de plus de vingt titres. De nombreux médias spécialisés avaient annoncé une première liste de titres n'ayant que très peu de concordance avec l'album sorti. Néanmoins des fuites sur internet ont permis à certains de se procurer illégalement la première version non commercialisée de cet album.
On retrouve sur cet album les apparitions de Dr. Dre, D'Angelo, Stevie Wonder, The Game, Nate Dogg, George Clinton, B-Real, Akon, MC Eiht, Damian Marley, Ice Cube, R. Kelly, Jamie Foxx, E-40 et bien d'autres. Les productions sont assurées par Dr. Dre, mais aussi The Neptunes, Timbaland, Rick Rock, Fredwreck, Akon, Battlecat, Frequency, Rhythm D, Soopafly...
L'album s'est classé 2e au Top R&B/Hip-Hop Albums et 5e au Billboard 200 et a été certifié disque d'or par la Recording Industry Association of America (RIAA) le 20 février 2007.

## Liste des titres
| No  | Titre | Auteur                                                                                            | Contient un (des) sample(s) de | Durée |
| --- | --- | ------------------------------------------------------------------------------------------------- | --- | ----- |
| 1.  | Intrology (featuring George Clinton – Produit par Battlecat)                                                       | Calvin Broadus, George Clinton, Kevin Gilliam, Tim Mosley                                         | Dirt Off Your Shoulder de Jay-Z | 1:59  |
| 2.  | Think About It (Produit par Frequency)                                                                             | Broadus, Bryan Fryzel                                                                             | I Need You de Jerry Butler | 3:37  |
| 3.  | Crazy (featuring Nate Dogg – Produit par Fredwreck)                                                                | Broadus, Nathaniel Hale, Farid Nassar                                                             | She's Strange de Cameo | 4:26  |
| 4.  | Vato (featuring B-Real – Produit par The Neptunes)                                                                 | Broadus, Louis Freese, Chad Hugo, Pharrell Williams                                               | | 4:44  |
| 5.  | That's That Shit (featuring R. Kelly – Produit par Nottz)                                                          | Broadus, Stanley Benton, Tracy Curry, Robert Kelly                                                | The Bath de Nile Rodgers Drop It Like It's Hot de Snoop Dogg featuring Pharrell | 4:17  |
| 6.  | Candy (Drippin' Like Water) (featuring E-40, MC Eiht, Goldie Loc, Daz Dillinger et Kurupt – Produit par Rick Rock) | Broadus, Delmar Arnaud, Ricardo Brown, Keiwan Spillman, Earl Stevens, Ricardo Thomas, Aaron Tyler | 9th Wonder (Blackitolism) des Digable Planets Candy de Cameo Kanday de LL Cool J Deeez Nuuuts de Dr. Dre et Snoop Dogg featuring Daz Dillinger, Nate Dogg et Warren G Mic Check by The Click | 4:48  |
| 7.  | Get a Light (featuring Damian Marley – Produit par Timbaland et Danja)                                             | Broadus, Floyd Hills, Damian Marley, Mosley                                                       | | 3:41  |
| 8.  | Gangbangin' 101 (featuring The Game – Produit par Terrace Martin)                                                  | Broadus, Terrace Martin, Jayceon Taylor                                                           | | 4:01  |
| 9.  | Boss' Life (featuring Akon – Produit par Dr. Dre)                                                                  | Broadus, Hale, Andre Young                                                                        | If Tomorrow Never Comes des Controllers | 3:22  |
| 10. | LAX (featuring Ice Cube – Produit par Battlecat)                                                                   | Broadus, Gilliam, O'Shea Jackson, Roger Troutman                                                  | Going Back to Cali de The Notorious B.I.G. | 3:21  |
| 11. | 10 Lil' Crips (Produit par The Neptunes)                                                                           | Broadus, Hugo, Williams                                                                           | | 3:15  |
| 12. | Round Here (Produit par Dr. Dre)                                                                                   | Broadus, Dido Armstrong, Young                                                                    | Thank You de Dido | 3:42  |
| 13. | A Bitch I Knew (Produit par Rhythum D et Battlecat)                                                                | Broadus, Gilliam, David Weldon                                                                    | A Bitch Iz a Bitch de N.W.A | 4:32  |
| 14. | Like This (featuring Western Union et LaToiya Williams – Produit par Soopafly)                                     | Broadus, Priest Brooks, Terence Harden, Damani Washington                                         | Coffy Sauna de Roy Ayers | 3:56  |
| 15. | Which One of You (featuring Nine Inch Dix – Produit par 1500 or Nothin')                                           | Broadus                                                                                           | | 3:32  |
| 16. | I Wanna Fuck You (featuring Akon – Produit par Akon)                                                               | Broadus, Aliaune Thiam                                                                            | | 2:59  |
| 17. | Psst! (featuring Jamie Foxx – Produit par Jamie Foxx, N8 et Brainz)                                                | Broadus, Eric Bishop                                                                              | | 2:59  |
| 18. | Beat Up On Yo Pads (Produit par Mr. Porter et DJ DDT-Da Busta)                                                     | Broadus, Denaun Porter                                                                            | | 2:57  |
| 19. | Don't Stop (featuring Warzone et Kurupt – Produit par Chris « THX » Goodman)                                       | Broadus, Brown                                                                                    | | 3:22  |
| 20. | Imagine (featuring Dr. Dre et D'Angelo – Produit par Dr. Dre et Mark Batson)                                       | Broadus, Mark Batson, Young                                                                       | | 4:42  |
| 21. | Conversations (featuring Stevie Wonder – Produit par DJ Pooh et Stevie Wonder)                                     | Broadus, Mark Jordan, Stevie Wonder                                                               | Have a Talk With God de Stevie Wonder | 3:38  |